# Opuntiaspis javanensis
Opuntiaspis javanensis är en insektsart som beskrevs av Green 1905. Opuntiaspis javanensis ingår i släktet Opuntiaspis och familjen pansarsköldlöss. Inga underarter finns listade i Catalogue of Life.